# Syncranaus cribrum
Syncranaus cribrum is een hooiwagen uit de familie Manaosbiidae.